# Řád Menelika II.
Řád Menelika II. nebo také Řád judského lva je etiopský řád založený roku 1924 za vlády císařovny Zauditu I. Rasem Tarafi Makonnenem, který později vládl jako habešský císař pod jménem Haile Selassie I. Někdy se mu také říká Řád etiopského lva pro vyobrazení lva na řádovém odznaku.

## Historie
Řád byl založen roku 1924 za vlády císařovny Zauditu I. Rasem Tarafi Makonnenem, později vládnoucím jako habešský císař pod jménem Haile Selassie I. Řád je v různých zdrojích označován různými názvy – Řád judského lva, Řád etiopského lva či Řád Menelika II., přestože se jedná o totožné vyznamenání. V roce 1996 byl řád Radou etiopské koruny (v exilu) rozdělen na Řád Menelika II., který si zachoval původní insignie a na nový Řád etiopského lva.
V roce 1974 po pádu císařství byl řád komunistickým státním aparátem zrušen, ale zachoval se jako dynastický řád.

## Pravidla udílení
Nejvyšší třídy řádu byly v menší míře udíleny vyšším důstojníkům a státním úředníkům a jednalo se o nejvyšší státní řád, který jim mohl být udělen. Udílen byl také příslušníkům královských rodin. Obecně byl udílen za civilní a vojenské zásluhy občanům Etiopie i cizím státním příslušníkům.

## Insignie
Řádový odznak má tvar červeně smaltovaného kříže se širokým zeleně smaltovaným lemováním okraje. Uprostřed je kulatý zeleně smaltovaný medailon se zlatým vyobrazením malého státního znaku Etiopského císařství, který je korunován etiopskou císařskou korunou. Znak má podobu judského lva nesoucího zlatou hůl v levé tlapce. Medailon je ohraničen červeně smaltovaným kulatým pásem se zlatým nápisem MO'A ANBASA Z. Y. (zkratka pro Mo'a Anbessa Zemene Gede Yehuda, tedy česky Lev poraženého židovského kmene). Odznak je korunován zlatou etiopskou císařskou korunou. Zadní strana odznaku je stejná kromě středového medailonu, který nese monogram císaře Menelika II.
Řádová hvězda má podobu řádového odznaku bez koruny položeného na zlaté fasetované osmicípé hvězdě.
Stuha je žlutá s třemi úzkými pruhy v barvách etiopské vlajky (tedy zelené, žluté a červené) na okrajích.
Vzhled řádu pochází od pařížské firmy Arthus-Betrand.

## Třídy
Řád je udílen v pěti řádných třídách. K řádu náležely také medaile.
- rytíř velkokříže – Řádový odznak se nosí na široké stuze spadající z ramene na protilehlý bok. Řádová hvězda se nosí vlevo na hrudi. Počet žijících osob vyznamenaný třídou rytíře velkokříže byl omezen na 35.[2]
- velkodůstojník – Řádový odznak se nosí na stuze těsně kolem krku. Řádová hvězda se nosí nalevo na hrudi. Počet žijících osob vyznamenaný třídou velkodůstojníka byl omezen na 45.[2]
- komtur – Řádový odznak se nosí na stuze kolem krku. K této třídě již řádová hvězda nenáleží. Počet žijících osob vyznamenaný třídou komtura byl omezen na 55.[2]
- důstojník – Řádový odznak se nosí zavěšen na stuze s rozetou na levé straně hrudi. Počet žijících osob vyznamenaných třídou důstojníka nebyl omezen.
- člen – Řádový odznak se nosí zavěšen na stuze bez rozety na levé straně hrudi. Počet žijících osob v této třídě nebyl omezen.

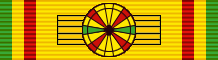
rytíř velkokříže
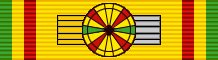
velkodůstojník
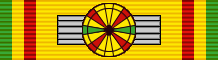
komtur
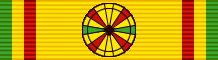
důstojník
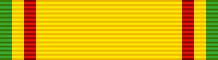
rytíř